# Tebebu Behonegn
Tebebu Behonegn (ur. 25 lipca 1974) – etiopski bokser, olimpijczyk.

## Kariera amatorska
W 1996 reprezentował swój kraj na igrzyskach w Atlancie. Behonegn przegrał swój pierwszy pojedynek z Danielem Reyesem, odpadając z rywalizacji. 